# Musion Eyeliner
Musion Eyeliner представляет собой систему видеопроецирования высокого разрешения, позволяющую воссоздавать в естественной обстановке подвижные изображения (была создана и запатентована Уви Маасом).

## Описание
Musion Eyeliner позиционируется как современная коммерческая вариация техники  иллюзионизма, именуемой  «призраком Пеппера». Тонкая металлизированная плёнка помещается непосредственно перед сценой под наклоном 45 градусов к аудитории; ниже экрана спрятано яркое изображение, создаваемое с помощью светодиодных экранов и мощных прожекторов. С места нахождения аудитории созданное изображение воспринимается как если бы проецируемый объект непосредственно присутствовал на сцене.

Из-за использования в качестве отражающей поверхности тонкой плёнки себестоимость экрана становится относительно небольшой, а вес его заметно снижается, при этом он может охватывать большую поверхность без дополнительных швов (поддерживая тем самым требуемый эффект иллюзии); тем не менее в силу подобной легкости описанный экран может вибрировать из-за внешних влияний атмосферы: в случае работы на открытом воздухе им может оказаться ветер, а в закрытых помещениях данный эффект может возникнуть из-за мощных звуковых вибраций.

Система позиционируется как призванная «создавать иллюзию в её натуральной величине, естественном цвете, как подвижное 3D-изображение». Она состоит из плоской двухмерной проекции, которая создаёт иллюзию трёхмерности и застывания в воздухе. Eyeliner не воспроизводит эффект  стереоизображения, например, как это делают большинство  стереодисплеев, и в то же время не является  голограммой.
Отдельные элементы технологии в настоящее время являются объектами патентных заявлений в США.

## История
Впервые система была представлена Уви Маасом на выставке Музея  Swarovski в Австрии в 1995 году.

Сфера применения продукта включает в себя телеконференции, развлекательные и образовательные события с применением различных медиа-технологий. К его использованию прибегли на фестивале  Live Earth (результат совместной работы компаний Musion и OMG Sounds Productions), а позже система также была задействована на концертах группы  Gorillaz, где позволила анимационным подобиям музыкантов стоять на одной сцене со своими прототипами — участниками группы.  Genki Rockets также используют Eyeliner для своих «живых концертов» (в частности, для своего главного исполнителя Lumi, который постоянно появляется в клипах, будучи исключительно вымышленным персонажем).

Во время тура  Jeff Wayne’s Musical Version of The War of the Worlds («Музыкальная версия „Войны миров“ Джеффа Уэйна») в 2009 году была использована описанная система, с помощью которой проектировалось изображение  Ричарда Бёртона в роли Журналиста-рассказчика.
К проекциям Musion Eyeliner для запуска линеек продукции также обращались  Toyota Auris и компания LG, «создавшая» на сцене иллюзиониста  Девида Блэйна.

В 2010 году анимационные специалисты успешно воссоздали шоу и концерты людей, ушедших из мира несколько лет назад. Первым стал Пол Арден — бывший креативный директор  Saatchi & Saatchi, появившийся на международном фестивале рекламы «Каннские львы». Также при помощи цифровых технологий специалисты «оживили»  Фрэнка Синатру, исполнившего «Pennies from Heaven» в честь дня рождения поп-идола  Саймона Коуэлла. В 2012 Musion «позволил ещё раз "выйти на сцену" покойному рэперу  2Pac и принять участие в ежегодном музыкальном фестивале  Коачелла вместе с  Dr. Dre и  Snoop Dogg.

В 2013 Система воскресила известного комика  Леса Доусона специально для британского телевидения.

В том же году  Ханс Рослинг использовал 3D-проекцию Musion для презентации статистических исследований мирового населения.

В 2014 с помощью несколько видоизменённой технологии был «возвращён» Майкл Джексон на ежегодную церемонию  Billboard Music Awards, чтобы исполнить свою теперь до конца реализованную песню  Slave to the Rhythm.

Тогда же индийским политиком  Нарендрой Моди был установлен новый рекорд Гинесса: он смог выступить в 128 местах одновременно, что сказалось на его успехе в  майских выборах того же года.
На данный момент технология принадлежит компании MDH Hologram с головным офисом в Лондоне.